# ووینکل (پنسیلوانیا)
ووینکل (به انگلیسی: Vowinckel) یک منطقهٔ مسکونی در ایالات متحده آمریکا است که در شهرستان کلریان، پنسیلوانیا واقع شده‌است. ووینکل ۶٫۳۹ کیلومتر مربع مساحت و ۱۳۹ نفر جمعیت دارد و ۴۹۸٫۹۶ متر بالاتر از سطح دریا واقع شده‌است.